# عربة كومبين

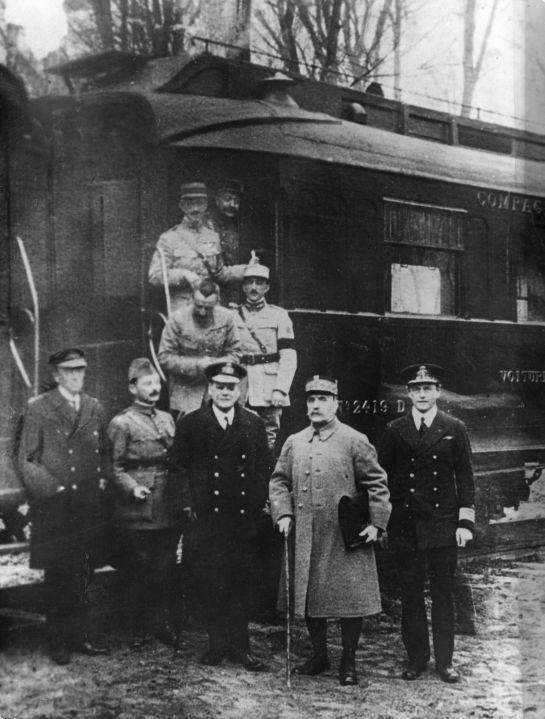
فرديناند فوش الثاني من اليمين، أُخذت هذه الصورة خارج إحدى مركبات سكك الحديد في كومبيين بعد الموافقة على هدنة كومبين الأولى في نوفمبر 1914 والتي أنهت الحرب العالمية الأولى.

عربة كومبين كانت إحدى عربات سكة قطار خاصة أعطيت للقائد الفرنسي فرديناند فوش من أجل تنقلاته العسكرية في الحرب العالمية الأولى وفيها تم توقيع هدنتان لوقف إطلاق النار في غابة كومبين. أولهما أثناء الحرب العالمية الأولى وسُميت هدنة كومبين الأولى في نوفمبر 1914، وهدنة كوبين الثانية في الحرب العالمية الثانية في 22 يونيو 1940.

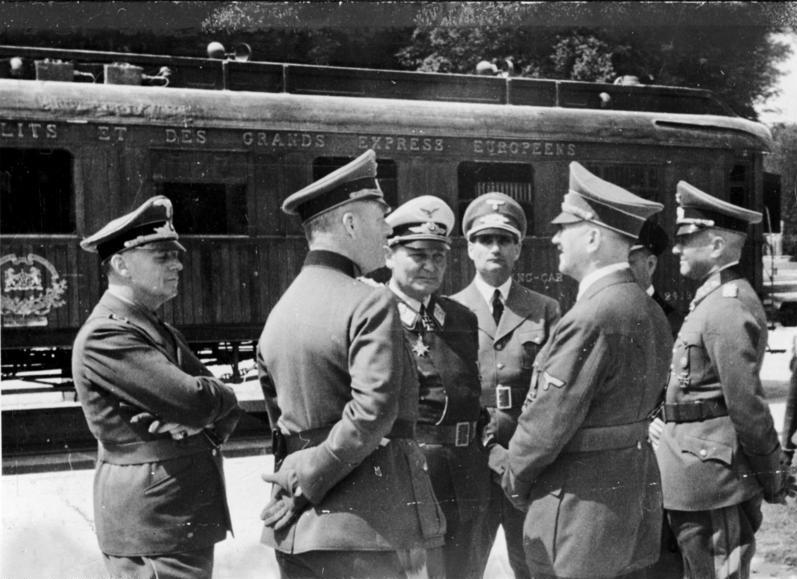
من السار إلى اليمين: يواخيم فون ريبنتروب، فيلهلم كايتل، هيرمان غورينغ، رودلف هس، أدولف هتلر، إريش رايدر محجوب جزئيًّا وفالتر فون براوخيتش أمام عربة الحلفاء.

بعد توقيع معاهدة وقف إطلاق النار في الحرب العالمية الأولى وخسارة ألمانيا وُضعت العربة بداخل المتحف الفرنسي، ولكن بعد مضي ما يُقارب العقدين من الزمان واحتلال ألمانيا النازية بقيادة أدولف هتلر لفرنسا؛ أُخرجت بأوامر من هتلر من المتحف الفرنسي ووضعت في نفس المكان الذي كان قد تم توقيع هدنة وقف اطلاق النار في الحرب العالمية الأولى وذلك من أجل رد كرامة الألمان. في نهاية الحرب العالمية الثانية قامت ss بالتخلص من هذه العربة حتى لا تكون رمزًا جديدًا للنصر من قبل الحلفاء ويتم التوقيع فيها هدنة أخرى ضد ألمانيا.

## البداية

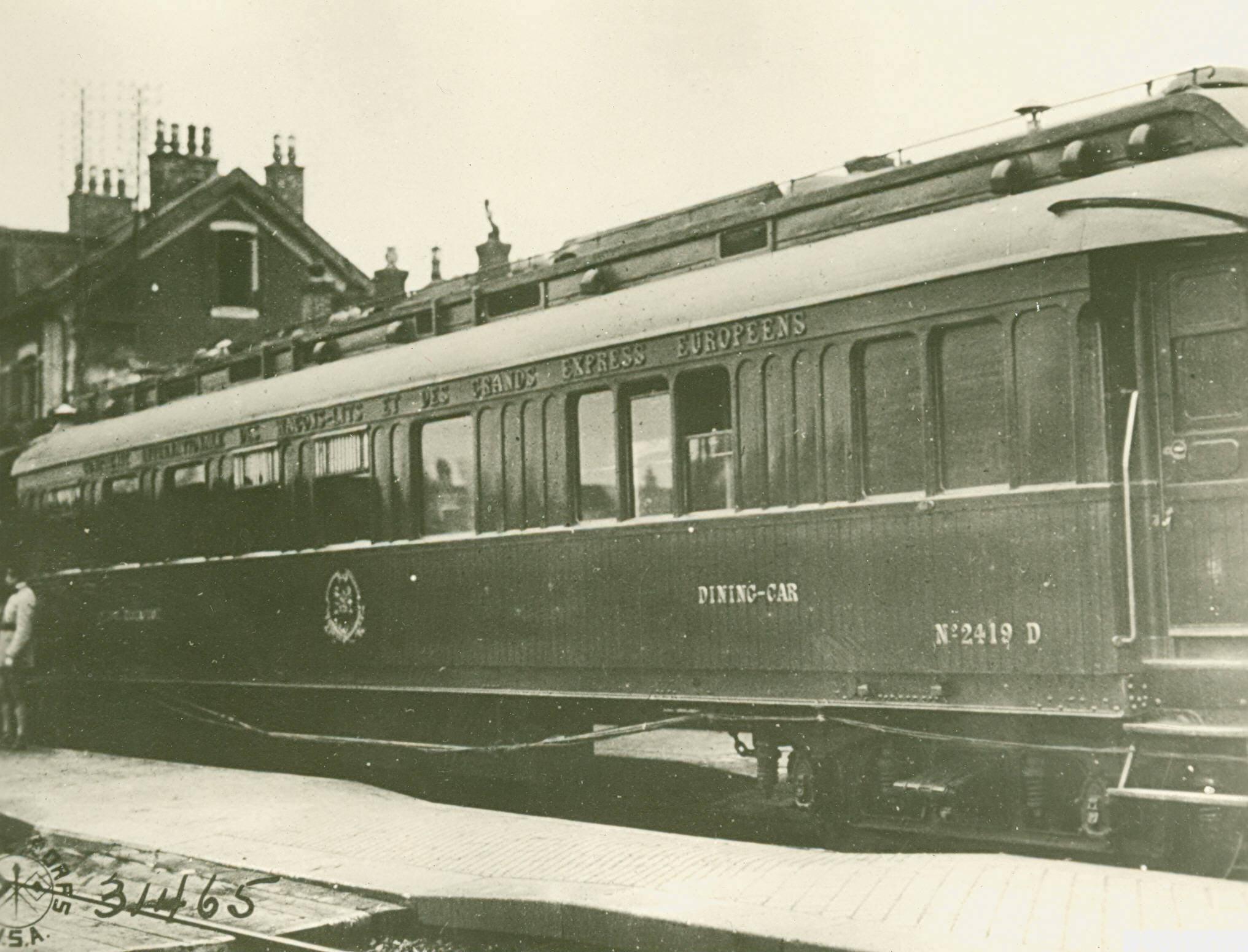
عربة كومبين في عام 1918.

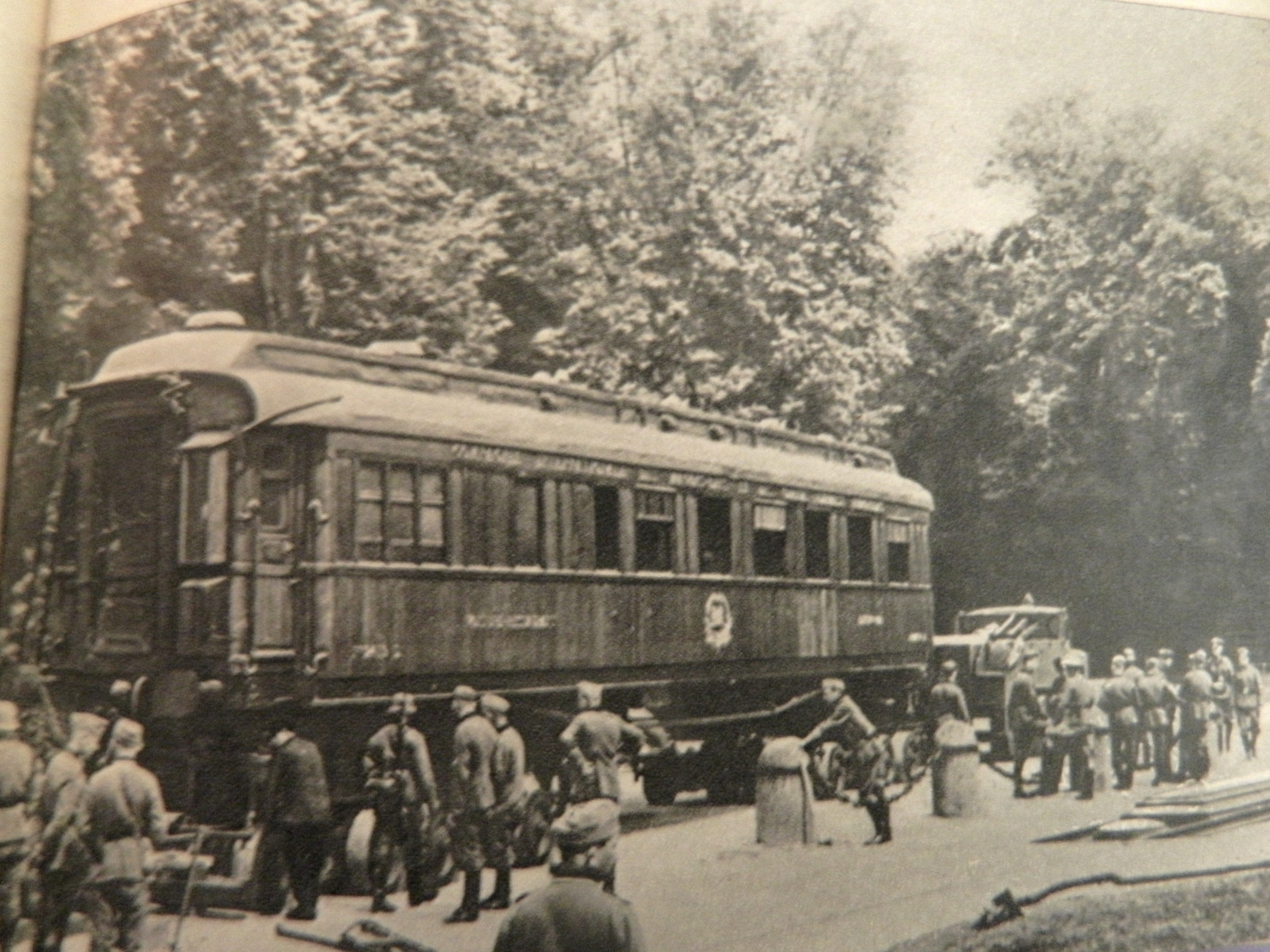
عربة كومبين في عام 1940.

في شهر مايو من عام 1914 بُنيت عربة القطار هذه لتكون عربة طعام لإحدى القطارات في مدينة سان دوني وكانت العربة تحمل رقم 2419D وهي واحدة من أصل 22 عربة قطار من سلسلة قطار 2403–2424 مصنوعة من خشب التيك المصقول الذي كان يُستخدم في أوائل القرن العشرين ومدعومة بقضبان مصنوعة من الحديد لتحسين الصلابة والمرونة. بُنيت العربة في الحرب العالمية الأولى من قبل الشركة العالمية للعربات والتي اشتهرت ببنائها لقطار الشرق السريع. في شهر أكتوبر من عام 1918 بعد تخزينها لمدة عامين في مدينة كليشي في شمال باريس أمرت السلطات الفرنسية في 28 أكتوبر من عام 1918 استخدام العربة كمكتب رئيسي متنقل للعمليات العسكرية وكان أول من استخدمها في ذلك الوقت هو القائد الأعلى للحلفاء الجنرال الفرنسي فرديناند فوش. والذي تم ترقيته لمنصب جنرال في السابع من شهر أغسطس من عام 1918، وذلك قبل شهرين من حصوله على قطاره الخاص من أجل عملياته العسكرية.